# The Puppet Crown
The Puppet Crown è un film muto del 1915 diretto da George Melford che aveva come interpreti principali Ina Claire e Carlyle Blackwell.
La sceneggiatura di William C. de Mille si basa sull'omonimo romanzo di Harold MacGrath pubblicato a Indianapolis nel 1901.

## Trama
Alexia, figlia del vecchio e invalido re Leopoldo di Osia, si trova negli Stati Uniti, in un esclusivo college per ragazze. Conosce Bob Carewe, un giovane milionario, di cui si innamora. Ma, in patria, la situazione si fa sempre più grave: i consiglieri del re cospirano contro di lui, minacciando di sostituirlo con la duchessa Sylvia. Anche la situazione finanziaria del paese non è delle più felici. Bob, allora, si offre di aiutare Osia con un prestito, anche se sa che Alexia non potrà mai sposarlo se vorrà governare. La morte del re provoca una rivolta popolare. Bob difende Alexia contro i cospiratori, aiutando perfino quello che è il suo rivale, l'uomo destinato a sposare la principessa. Ma, nonostante tutto, la duchessa viene proclamata regina. Sylvia ordina immediatamente l'arresto di Alexia ma Bob riesce a fuggire con lei fino alla frontiera. Lasciata per sempre Osia, Alexia è ora libera di sposare l'uomo amato.

## Produzione
Il film fu prodotto dalla Jesse L. Lasky Feature Play Company.

### Cast
- Ina Claire (1893–1985): È il secondo film per la Claire, un'attrice teatrale che ebbe anche una breve carriera cinematografica dal 1915 al 1943 e che viene ricordata come l'antagonista di Greta Garbo in Ninotchka.
- Carlyle Blackwell (1884–1955): Per l'attore fu il primo film per la Jesse L. Lasky Feature Play Co. Blackwell rimpiazzò House Peters che lasciò il film per recitare a teatro[1].

## Distribuzione
Il copyright del film, richiesto dalla Jesse L. Lasky Feature Play Co., Inc., fu registrato il 15 luglio 1915 con il numero LU5833.
Distribuito dalla Paramount Pictures, il film uscì nelle sale cinematografiche statunitensi il 29 luglio 1915.
Non si conoscono copie ancora esistenti della pellicola che viene considerata presumibilmente perduta.